# Mecistogaster modesta
Mecistogaster modesta – gatunek ważki z rodziny łątkowatych (Coenagrionidae). Występuje na terenie Ameryki Łacińskiej – od Meksyku po Ekwador i Wenezuelę.